# مكتبة وأرشيف كيبيك
مكتبة وأرشيف كيبيك (Bibliothèque et Archives nationales du Québec) هي مكتبة أرشيف وإيداع قانوني بمدينة مونتريال في مقاطعة كيبك الكندية.